# 戈克斯维莱尔
戈克斯维莱尔（法語：Goxwiller，法語發音：[ɡɔksvilɛʁ] ⓘ）是法国下莱茵省的一个市镇，属于塞莱斯塔-埃尔什泰因区。

## 地理
戈克斯维莱尔（48°25'58"N, 7°29'5"E）面积3.3 平方千米，位于法国大東部大區下莱茵省，该省份为法国大陆部分最东部的省份，是阿尔萨斯的一部分，今与上莱茵省组成了阿尔萨斯欧洲集体，其南至上莱茵省，西南接孚日省和默尔特-摩泽尔省，西接摩泽尔省，北与德国接壤，东侧沿莱茵河与德国相望。
与戈克斯维莱尔接壤的市镇（或旧市镇、城区）包括：布尔盖姆、艾利根什泰因、尼代奈、奥贝奈、瓦尔夫。
戈克斯维莱尔的时区为UTC+01:00、UTC+02:00（夏令时）。

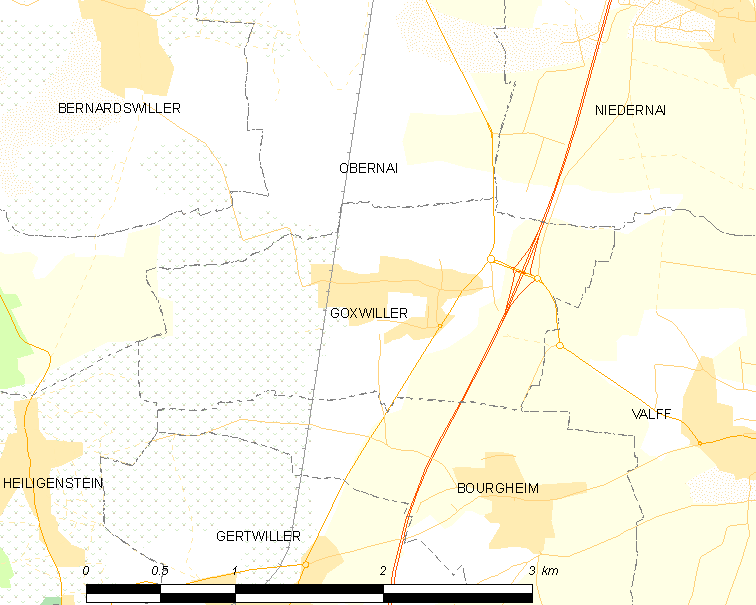
戈克斯维莱尔的OSM定位图

## 行政
戈克斯维莱尔的邮政编码为67210，INSEE市镇编码为67164。

## 政治
戈克斯维莱尔所属的省级选区为奥贝奈县。

## 人口

1962-2008年间戈克斯维莱尔人口变化图示

戈克斯维莱尔于2022年1月1日时的人口数量为835人。